# Kinksize Hits
Kinksize Hits è il secondo extended play del gruppo musicale britannico The Kinks pubblicato nel 1965. I brani erano stati  pubblicati anche come singoli, You Really Got Me/It's All Right e All Day and All of the Night/I Gotta Move, l'anno precedente e, tranne It's All Right, compresi anche nell'album Kinks-Size, pubblicato come secondo album negli Stati Uniti  nel 1965.

## Tracce
1. You Really Got Me
2. It's All Right
3. All Day And All Of The Night
4. I Gotta Move

## Formazione
- Ray Davies: voce e chitarra elettrica
- Dave Davies: chitarra elettrica
- Mick Avory: batteria e percussioni
- Pete Quaife: basso